# 나사렛 사람

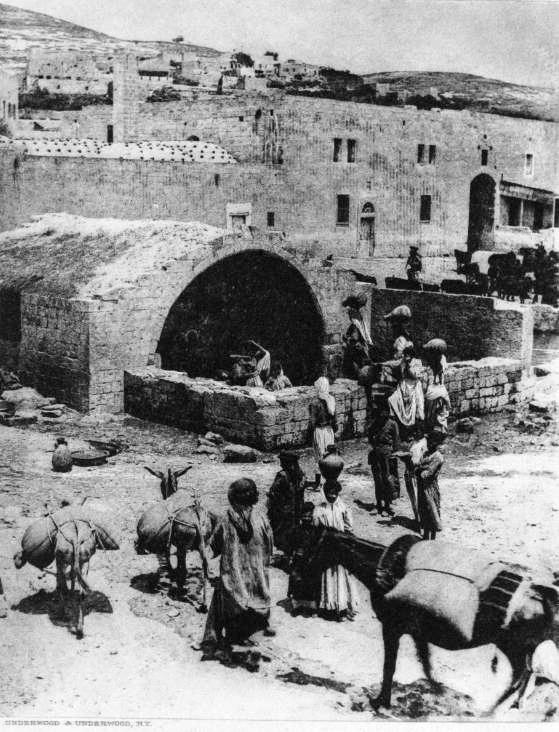
1917년에 발굴된 마리아의 우물

나사렛은 여러 의미로 쓰인다. 나사렛 사람으로 번역된다. 특별히 신약성경에 따르면 갈릴리 나사렛(북쪽 이스라엘 지역)에서 성장한  예수께 적용되는 말이다. 이 단어는 두 번역으로 가능한데 하나는 나사렛의 예수와 예수 나사렛 사람으로 된다. 나사렛이나 나사렛 사람이나 그리스어로는 불규칙한 용어이다.

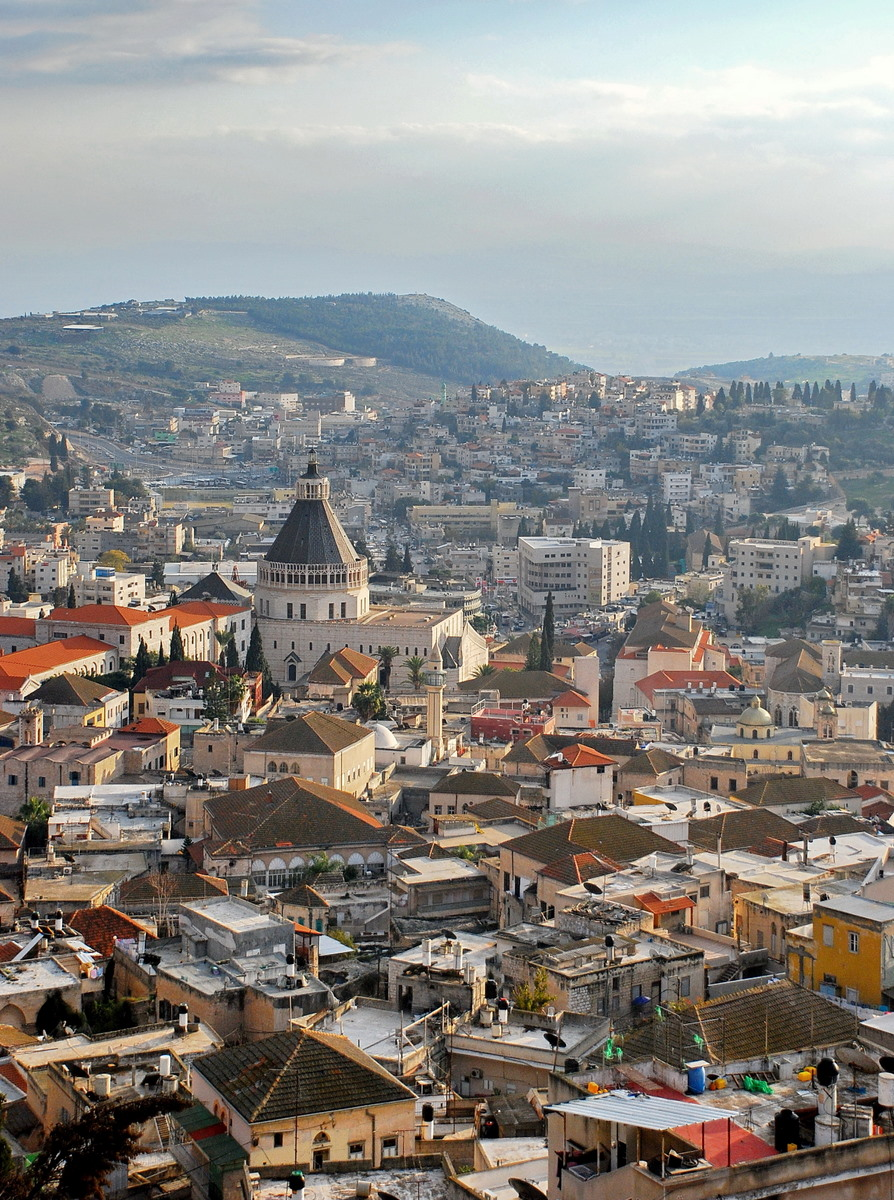
예수의 고향 나사렛

마태복음은 나사렛 사람이라는 칭호가 "그는 나사렛 사람이라고 불릴 것이다"라는 예언에서 유래했다고 설명하지만 이것은 분명한 구약성경의 출처가 없다. 일부 학자들은 그것이 구세주 칭호로 이해되는 히브리어 네처('가지')를 헬라어로 읽은 나사렛 사람과 함께 이사야서의 한 구절을 언급한다고 주장한다. 다른 사람들은 사사기에서 삼손을 나실인으로 언급하는 한 구절을 지적하는데, 그 단어는 그리스어로 나사렛 사람에게서 한 글자밖에 떨어져 있지 않는다. 나사렛 사람이 예수를 통치자로 서명하는 것도 가능하다.
헬라어 신약은 나사렛 사람을 여섯 번(마가, 누가) 사용하고 나사렛 사람은 13번 사용한다(일부 사본에서는 마태, 마가, 누가, 요한, 사도행전). 사도행전에서 나사렛 사람은 마을 주민이 아니라 예수의 추종자, 즉 기독교인을 가리키는 데 사용된다. 노트즈림(Notzrim)은 기독교인을 뜻하는 현대 히브리어(No·tsri, נוֹצְרִי)이며 시리아어(Nasrani)와 아랍어(Naṣrānī, نصراني)에서 '기독교인'을 의미하는 데 일반적으로 사용되는 두 단어 중 하나이다.

## 같이 보기
- 에비온파
- 예수주의
- 유대 기독교인
- 카발라
- 오피스파